# Lucie Chevalley
Lucie Chevalley (Le Petit-Quevilly, 27 luglio 1882 – 1º ottobre 1979) è stata un'attivista francese, è stata la fondatrice dell'associazione d'Aide Aux Emigrants, conosciuta come uno degli interventi internazionali che fornisce servizi di sostegno per i rifugiati in Francia.

## Biografia
Ha dedicato la sua vita al servizio delle organizzazioni umanitarie. Ha trascorso decenni aiutando i rifugiati in Francia e nel resto d'Europa. Ha lavorato anche come membro del Consiglio di Stato in Francia per i rifugiati e gli apolidi. Nell'estate del 1942 si è attivata per salvare altre vite e ha inoltre creato l'organizzazione Entride Temporaire (Mutua Assistenza Temporanea) soccorrendo così le vite di 500 bambini ebrei.